# Lesley Ann Warren

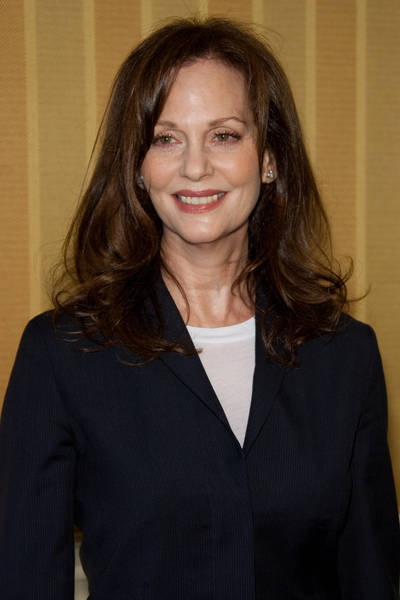
Lesley Ann Warren (2009)

Lesley Ann Warren (* 16. August 1946 in New York City) ist eine US-amerikanische Schauspielerin.

## Leben
Lesley Ann Warren stand 1965 für den Film The Sound of Music und 1978 für Superman als Lois Lane jeweils auf der Besetzungsliste. In beiden Fällen erhielt jedoch eine andere Schauspielerin die Rolle.
Nach einer Reihe von Fernsehauftritten begann ihre Filmkarriere 1967, als Walt Disney sie in dem letzten noch von ihm überwachten Spielfilm Der glücklichste Millionär an der Seite von Fred MacMurray und Tommy Steele besetzte. Auch ein weiteres Disney-Musical, The One and Only, Genuine, Original Family Band (1968), bot ihr die Chance, ihr Gesangstalent unter Beweis zu stellen.
Von da an stand die überzeugte Vegetarierin für mehr als 70 Spielfilme vor der Kamera, darunter Die diebische Elster (1987), Der Cop (1988), Liebe auf Texanisch (1988), Color of Night (1994) mit Bruce Willis, Die Bibel – Josef (1995), Hate – Haß (1997), Love Kills (1998) und Richie Rich – Der Weihnachtswunsch (1998). Einen ihrer größten Erfolge markierte Blake Edwards’ Verwechslungskomödie Victor/Victoria (1982). Die Nebenrolle als wasserstoffblonde Geliebte von James Garner brachte ihr eine Oscar- und eine Golden-Globe-Nominierung ein.
Parallel zu ihrer Filmkarriere wirkte sie in zahlreichen Fernsehserien mit, so in Kobra, übernehmen Sie, Will & Grace, Crossing Jordan – Pathologin mit Profil, Ein Hauch von Himmel und Columbo sowie als exzentrische Mutter von Hauptdarstellerin Teri Hatcher auch in Desperate Housewives. Hinzu kam ein Auftritt als Gaststar in der Muppet Show.
Lesley Ann Warren war von 1967 bis 1977 mit dem Filmproduzenten Jon Peters verheiratet. Mit ihm hat sie einen Sohn, Christopher Peters, der ebenfalls Schauspieler ist. Am 16. Januar 2000 heiratete sie Ron Taft.

## Filmografie (Auswahl)
- 1965: Rodgers & Hammerstein’s Cinderella
- 1967: Der glücklichste Millionär (The Happiest Millionaire)
- 1970–1971: Kobra, übernehmen Sie (Mission: Impossible, Fernsehserie, 23 Episoden)
- 1973: Polizeiarzt Simon Lark (Police Surgeon, Fernsehserie, Episode 2x20)
- 1975: Columbo: Der Schlaf, der nie endet (A Deadly State of Mind, Fernsehreihe)
- 1976: Und morgen wird ein Ding gedreht (Harry and Walter Go to New York)
- 1981: Ein Teufelskerl (Race to the Yankee Zephyr)
- 1982: Victor/Victoria
- 1984: Choose Me – Sag Ja
- 1984: Der Songschreiber (Songwriter)
- 1985: Alle Mörder sind schon da (Clue)
- 1987: Die diebische Elster (Burglar)
- 1988: Der Cop (Cop)
- 1988: Liebe auf Texanisch (Baja Oklahoma)
- 1989: Drei Betten für einen Junggesellen (Worth Winning)
- 1990: Spionenbande (Family of Spies)
- 1991: Das Leben stinkt (Life Stinks)
- 1992: Pure Country
- 1994: Color of Night
- 1995: Die Bibel – Josef (Joseph)
- 1997: Hate – Haß (Natural Enemy)
- 1999: The Limey
- 2001: Wolfgirl
- 2002: Secretary
- 2005–2011: Desperate Housewives (Fernsehserie, 7 Episoden)
- 2006: Streets of Philadelphia (10th & Wolf)
- 2008–2012: In Plain Sight – In der Schusslinie (In Plain Sight, Fernsehserie, 28 Episoden)
- 2010: A Little Help
- 2010: Peep World
- 2013: Jobs
- 2013: Psych (Fernsehserie, Episode 7x05)
- 2015: I Am Michael
- 2016: Between Us
- 2018: American Pets
- 2019: 3 Days with Dad
- 2019: Twinkle All the Way (Fernsehfilm)
- 2020: Echo Boomers
- 2022: It Snows All the Time
- 2022: Panhandle (Fernsehserie, 8 Episoden)